# Піатт (округ, Іллінойс)
Шаблон:StateAbbr_ 40°01′ пн. ш. 88°35′ зх. д. / 40.01° пн. ш. 88.59° зх. д.
Округ  Піатт  або Паятт (англ. Piatt County) — округ (графство) у штаті  Іллінойс, США. Ідентифікатор округу 17147.

## Історія
Округ утворений 1841 року.

## Демографія
За даними перепису 
2000 року 
загальне населення округу становило 16365 осіб, зокрема міського населення було 5137, а сільського — 11228.
Серед мешканців округу чоловіків було 7990, а жінок — 8375. В окрузі було 6475 домогосподарств, 4727 родин, які мешкали в 6798 будинках.
Середній розмір родини становив 2,96.
Віковий розподіл населення поданий у таблиці:
| Стать    | До 15 років | 15-21 | 22-29 | 30-39 | 40-49 | 50-65 | 65-85 | Понад 85 |
| -------- | ----------- | ----- | ----- | ----- | ----- | ----- | ----- | -------- |
| Чоловіки | 1723        | 766   | 602   | 1097  | 1367  | 1393  | 962   | 80       |
| Жінки    | 1610        | 727   | 620   | 1160  | 1352  | 1419  | 1242  | 245      |

## Суміжні округи
- Маклейн — північ
- Шампейн — схід
- Дуглас — південний схід
- Мултрі — південь
- Мейкон — південний захід
- Де-Вітт — захід

## Виноски
1. ↑  US Decennial Census. US Census Bureau. Процитовано 8 липня 2014.
2. ↑  Historical Census Browser. University of Virginia Library. Архів оригіналу за 11 серпня 2012. Процитовано 8 липня 2014.
3. ↑  Population of Counties by Decennial Census: 1900 to 1990. US Census Bureau. Процитовано 8 липня 2014.
4. ↑  Census 2000 PHC-T-4. Ranking Tables for Counties: 1990 and 2000 (PDF). US Census Bureau. Процитовано 8 липня 2014.
5. ↑  State & County QuickFacts. US Census Bureau. Архів оригіналу за 7 червня 2011. Процитовано 8 липня 2014.(англ.) Наведено за англійською вікіпедією.
6. ↑  American FactFinder. Бюро перепису населення США. Архів оригіналу за 26 лютого 2012. Процитовано 31 січня 2008.

| США | Це незавершена стаття з географії США. Ви можете допомогти проєкту, виправивши або дописавши її. |